# Italochrysa aequalis
Italochrysa aequalis är en insektsart som först beskrevs av Walker 1853.  Italochrysa aequalis ingår i släktet Italochrysa och familjen guldögonsländor.

## Underarter
Arten delas in i följande underarter:
- I. a. sumatrana
- I. a. polychroa
- I. a. aequalis